# Vikingemuseet Ladby

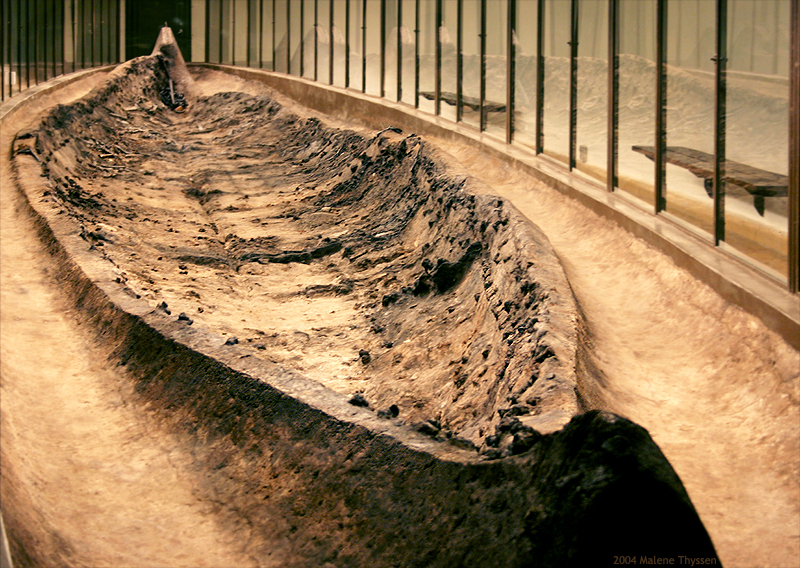
het Ladby-schip

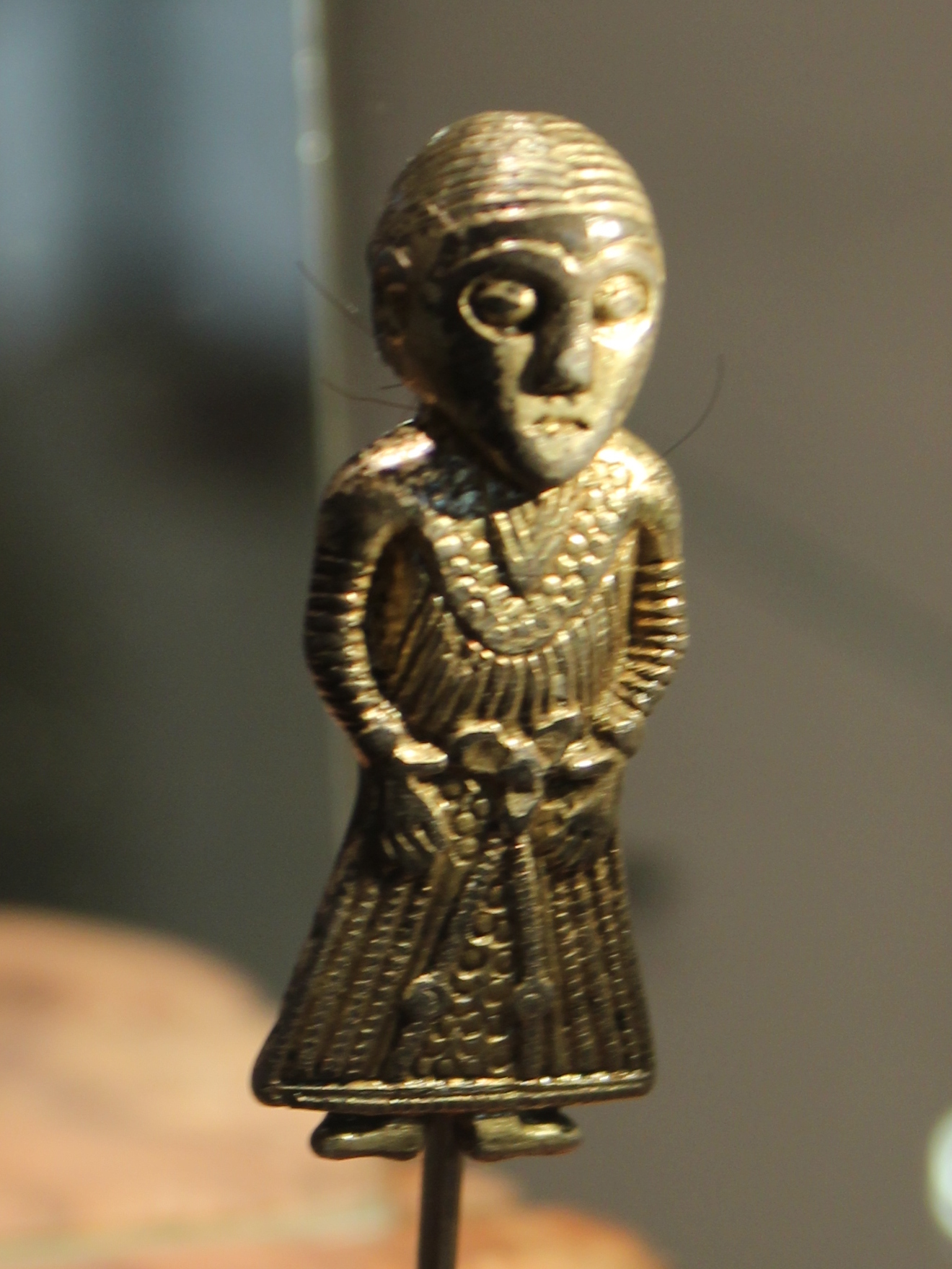
vrouw van Revninge

Vikingemuseet Ladby is een museum in Kerteminde op het eiland Funen in Denemarken. Het is een onderdeel van het Nationalmuseet in Kopenhagen.
Het Vikingmuseeum is gewijd aan het Ladbyskibet, het enige overgebleven scheepsgraf van de Vikingen in Denemarken. Het bestaat uit het schip en de bijbehorende grafheuvel. Ook de zilveren figuur de vrouw van Revninge uit circa 800 wordt er tentoongesteld. In 2016 werd een reconstructie van het Ladby-schip te water gelaten.
Het museum ligt aan de toeristische vikingroute 'The Rise and Fall of the Vikings'.